# Francesco Ruspoli

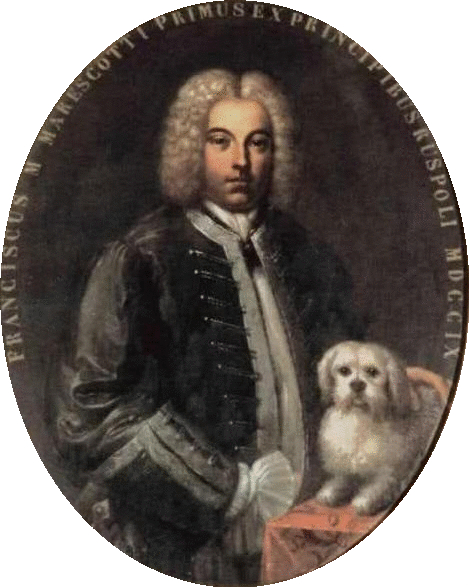
Francesco Ruspoli

Francesco Maria Ruspoli (1672 - 1731) was een Italiaans markies.
Hij was een van de rijkste mensen van Rome en lid van de Accademia dei Arcadi.  Hij stelde sedert 1707 zijn schitterende tuin ter beschikking van de Accademia. Rond 1709 had hij een huisorkest met 80 musici. Händel bewoonde in 1707 en 1708 maandenlang een van Ruspoli's paleizen, voor wie hij meer dan vijftig cantates componeerde.